# Darley and Menwith
Darley and Menwith är en civil parish i Storbritannien.   Den ligger i grevskapet North Yorkshire och riksdelen England, i den centrala delen av landet, 300 km norr om huvudstaden London. Orten har 1 332 invånare (2011).